# I'm Still Good (canción)
«I'm Still Good» —en español: «Todavía estoy bien»— es una canción de la compositora y actriz Miley Cyrus acreditado a su personaje Hannah Montana. Es el cuarto y último sencillo, lanzado el 13 de agosto de 2010 a Radio Disney como el tercer sencillo del álbum. Su video musical se estrenó el 15 de agosto mostrando a Miley Cyrus como Hannah Montana cantando en el escenario.

## Video musical
El Video de "I'm Still Good" Fue lanzado el 15 de agosto mostrado a Miley Cyrus Como Hannah Montana cantando en el escenario. El video musical fue lanzado por el Disney Channel LA, Disney Channel Germany y Miley Cyrus Chile VEVO

## Escritores
Jennie Lurie, Aris Archontis, Chen Neeman, escribieron la famosa canción I'm Still Good para que tuviera ritmo como las otras canciones, Ordinary Girl, Gonna Get This y Wherever I Go.

## Posicionamiento
| Gráfico (2010)                        | Posiciones |
| ------------------------------------- | ---------- |
| U.S. ITunes Top 100 Soundtracks Songs | 1          |
| Italia ITunes Italy                   | 113        |
| U.S. ITunes US                        | 72         |